# センチメンタル・カーニバル
「センチメンタル・カーニバル」は、1977年6月25日に発売されたあおい輝彦の14枚目のシングル。

## 解説
- オリコンチャートにおいて、前作「Hi-Hi-Hi」に引き続き2作連続でベスト10入りを果たす。なお1977年の年間ヒットチャートでも53位にランクされるヒット曲となったが、あおいのシングルにおいてオリコン10位以内に入ったのは、現時点で本楽曲が最後となっている[1]。

- 同年7月25日には、本楽曲と同名のオリジナルアルバム「センチメンタル・カーニバル」が発売された。

- 1988年に、あおいと同じテイチク所属の後輩・芳本美代子が本楽曲のカバーシングルを発売した。

## 収録曲
1. センチメンタル・カーニバル（2分47秒）
作詞・作曲：阿部敏郎／編曲：馬飼野俊一
2. 湘南ビーチガール（2分43秒）
作詞：うさみかつみ／作曲：岡田史郎／編曲：高田弘

## カバー
- 芳本美代子（1988年6月15日／シングル「センチメンタル・カーニバル / 太陽の密会」収録。）